# Emilio Sanz
Emilio Sanz de Soto-Lyons (Málaga, 6 de octubre de 1924-Madrid, 23 de noviembre de 2007) fue un crítico de arte e historiador de cine español, pero sobre todo uno de los grandes animadores de la vida cultural de Tánger durante los años 50 y 60.

## Biografía
Estudió Derecho, pero no ejerció la profesión de abogado, dedicando su vida al arte, en especial al séptimo arte, colaborando con cineastas como Luis Buñuel o Carlos Saura.
Íntimo amigo del escritor Ángel Vázquez con quien compartió interminables charlas, largas cartas e innumerables confidencias. "Oír a Emilio —escribió Vicente Molina Foix a raíz de su muerte— ha sido uno de los mayores lujos de mi vida, pero no quiero decir con ello que él sólo fuera un gran hablador. Tuvo una larga y plena existencia, localizada principalmente en dos ciudades, Tánger y Madrid, con un fondo cosmopolita y más que otra cosa afrancesado en el que pululan grandes figuras que le tuvieron de amigo, de confidente, de consejero: Jane Bowles (y Paul también), Truman Capote, Gore Vidal, Carmen Laforet, Tennessee Williams, Eduardo Haro Tecglen y su hijo Eduardo Haro Ibars, Pablo Runyan, Cecil Beaton, Vivien Leigh, Rafael Neville (el hijo de Edgar), Ángel Vázquez, Geraldine Chaplin, Pepe Carleton, José Hernández, Carlos Saura, por citar sólo algunas".
Entre las películas en las que colaboró como asesor o en la dirección artística se cuentan:
- Llanto por un bandido (1964) - Asesor
- Peppermint frappé (1967) - Director artístico
- Stress-es tres-tres (1968) - Director del departamento artístico
- La Madriguera (1969) - Director artístico
- Dulces horas (1982) - Colaborador artístico.

Escribió numerosos artículos, aunque no llegó a escribir un siempre postergado libro de memorias. Entre sus colaboraciones destaca:
- "Los Surrealistas y el cine". En: Antonio Bonet Correa (coord.), El Surrealismo, Madrid: Universidad Menéndez Pelayo/Ediciones Cátedra, 1983, 230 págs. 91-104 ISBN 84-376-0408-7.
- "Pablo Runyan, pintor panameño", El País, Madrid, 17 de febrero de 2002.
- "Un amor herido por España", El País, Madrid, 18 de noviembre de 1999.
- "Luise Rainer, justificación de un homenaje", El País, Madrid, 22 de septiembre de 1986.
- "Un regalo de cumpleaños", El País, Madrid, 26 de agosto de 1984.
- "Retrato del hombre libre", El País, Madrid, 26 de agosto de 1983.
- "Divagaciones con Luis Buñuel al fondo", El País, Madrid, 21 de febrero de 1983.
- "Gibraltar: verdades sencillas", El País, Madrid, 27 de junio de 1982.
- "Angel Vázquez un escritor fuera de nómina", El País, Madrid, 21 de marzo de 1980.[4]

Participó en documentales como:
- Luis Buñuel: constructor de infiernos (1986)
- Censores y vencidos (1994)
- A propósito de Buñuel (2000)

Diego Galán escribió en su obituario del 27 de diciembre de 2007:

"Emilio Sanz de Soto fue un literato sin novelas, un cineasta sin películas, un pintor sin cuadros, un profesor sin cátedra... y, sin embargo, su personalidad impregnó la obra de muchos artistas, desde los pintores José Hernández  y Pablo Runyan al novelista Ángel Vázquez, pasando en buena parte por el primer cine de Carlos Saura. "No puede escuchársele un día entero sin dejar de sorprenderse cada tres minutos", dijo de él José Luis Sampedro, y es que Emilio, como escribió su buen amigo Haro Tecglen, era "un genio escondido". En el Tánger legendario de los cuarenta y cincuenta, Sanz de Soto era referencia obligada de cuantos intelectuales buscaron refugio en aquella ciudad, desde Capote a Buñuel, de Burroughs al matrimonio Bowles, de Orson Welles a Tennessee Williams... Ninguno le dejaba escapar. Emilio lo sabía todo, y no sólo sobre Tánger, cuyo estatuto de ciudad internacional fue redactado en buena parte por su propio padre. Sanz de Soto era una enciclopedia viva, un intelectual reflexivo, en un tiempo, como decía Haro, en el que "ser tachado de intelectual podía ser peligroso, y también el ser cosmopolita". Era ameno como conferenciante; lúcido y preciso como esporádico comentarista de cine -hace tiempo, en Cahiers du Cinéma-; agudo como crítico de arte. Pero también era tímido e inseguro: se escabullía con mil artimañas cuando se le proponían libros, muy especialmente su autobiografía, temeroso de no estar a la altura. Era hombre de charla, de tertulia, como en los zocos árabes que tan bien conoció. Era como una lámpara mágica de la que el genio aparecía por prodigio. Los privilegiados que le tratamos sabemos de ello".